# Heinrich Camin

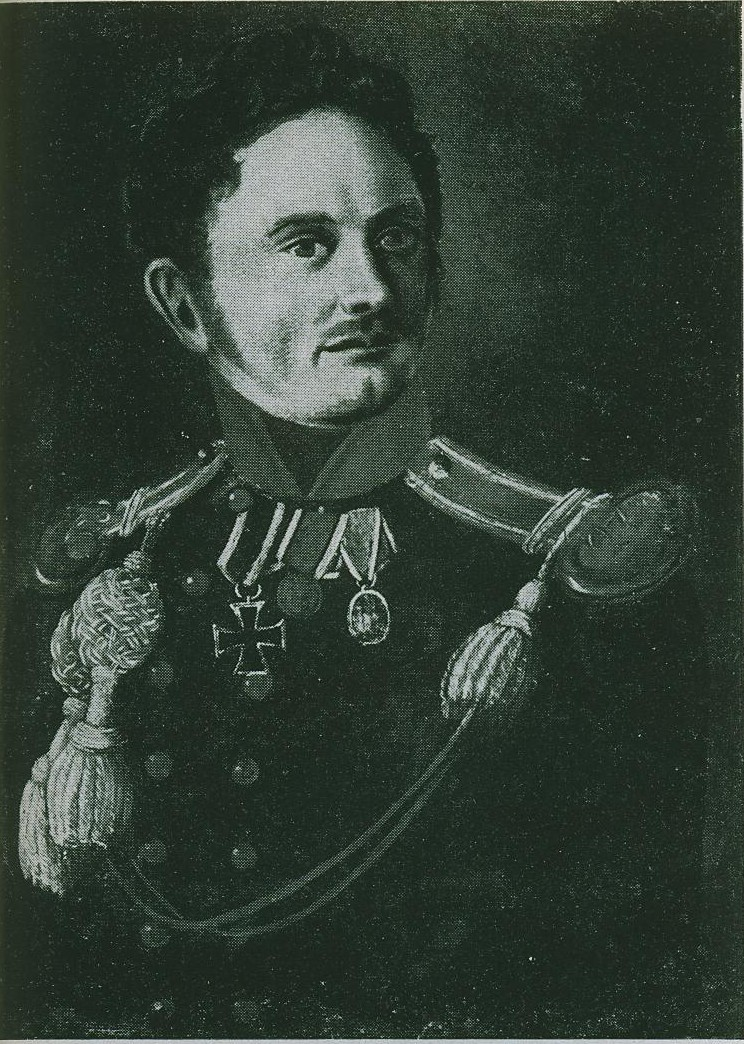
Heinrich Camin

Heinrich Andreas Christoph Camin (* 1787 in Hornhausen; † 22. Februar 1848 in Hornhausen), Sohn des Kossaten Johann Jacob Camin und der Dorothes Sophia, geb. Heineburg, war Offizier in der Armee des Königreichs Westphalen und später in der Armee Preußens sowie Gutsbesitzer in Hornhausen. Bekannt wurde Camin durch einen von ihm verfassten Bericht über seine Teilnahme am Russlandfeldzug Napoleons.
Der zeitweise in Diesdorf bei Magdeburg lebende Camin war als Unteroffizier des 2. Westphälischen Husarenregiments in Aschersleben stationiert, als seine Einheit Mitte April 1812 zur Teilnahme am Russlandfeldzug abkommandiert wurde. Bei diesem insbesondere für die napoleonische Seite verheerenden Kriegsgeschehen kam der größte Teil der eingesetzten westphälischen und französischen Einheiten zu Tode. Camin überlebte, schwer an Typhus erkrankt, den Feldzug und verfasste später einen Augenzeugenbericht.
Nach seiner Rückkehr aus Russland und seiner Genesung meldete er sich 1813 als Freiwilliger bei der preußischen Armee. Er nahm für Preußen an den Befreiungskriegen teil, wo er in der Schlacht bei Ligny durch einen Schuss in den rechten Arm verwundet wurde. 1829 nahm Camin, mit zahlreichen Auszeichnungen wie z. B. das Eiserne Kreuz dekoriert, seinen Abschied als Hauptmann und wurde Gutsbesitzer in seinem Geburtsort Hornhausen bei Oschersleben. In den 1840er Jahren diente er zudem nachweislich für den 5. Landbezirk des Kreises Oschersleben als Schiedsmann.
Camin, der laut Kirchenbuch an „Engbrüstigkeit mit hinzugetretenem Schlagfluss“ starb, hinterließ seine Gattin, einen minderjährigen Sohn und fünf minderjährige Töchter.
In Magdeburg-Diesdorf war zeitweise eine Straße als Camin-Privatweg benannt.

## Belege
1. ↑  Kreuzwendedich von dem Borne: Geschichte des Infanterie-Regiments Prinz Louis Ferdinand von Preussen (2. Magdeburgischen) Nr. 27, 1815-1895, und seiner Stammtruppentheile. R. Eisenschmidt, 1896 (google.com [abgerufen am 21. Februar 2024]).
2. ↑  Magdeburg (Regierungsbezirk): Amtsblatt der Regierung zu Magdeburg: 1841. 1841 (google.com [abgerufen am 21. Februar 2024]).

| Personendaten    | Personendaten                                          |
| ---------------- | ------------------------------------------------------ |
| NAME             | Camin, Heinrich                                        |
| ALTERNATIVNAMEN  | Camin, Heinrich Andreas Christoph (vollständiger Name) |
| KURZBESCHREIBUNG | deutscher Offizier und Gutsbesitzer                    |
| GEBURTSDATUM     | 1787                                                   |
| GEBURTSORT       | Hornhausen                                             |
| STERBEDATUM      | 22. Februar 1848                                       |
| STERBEORT        | Hornhausen                                             |